# Lex Fridman
Pour les articles homonymes, voir Fridman.
Lex Fridman, né le 15 août 1983 à Moscou, est un informaticien, chercheur en intelligence artificielle (IA), et présentateur de podcast russo-américain qui travaille et enseigne au Massachusetts Institute of Technology (MIT).

## Biographie
Fridman, commence sa carrière chez Google, y travaillant sur l'apprentissage automatique. Chercheur et enseignant au MIT, il se concentre sur des applications de l'intelligence artificielle telles que les véhicules autonomes et la robotique sociale,. Plusieurs des travaux de Fridman ont été publiés dans des journaux scientifiques.

### Lex Fridman Podcast
Initialement appelée Artificial Intelligence podcast, l'émission lancée en 2018 aborde des thématiques telles que « l'IA, la science, la technologie, l'histoire, la philosophie, la nature de l'intelligence, la conscience, l'amour et le pouvoir ». Parmi des invités notoires se trouvent Vitalik Buterin, John Carmack, Jack Dorsey, Elon Musk, Jordan Peterson, Joe Rogan, Donald Trump, Volodymyr Zelensky ou encore Mark Zuckerberg.

### Vie personnelle
Lex Fridman a effectué sa scolarité à Naperville dans l'état de l'Illinois. Il a atteint le niveau de ceinture noire en Jiu Jitsu brésilien et en judo et joue de la guitare et du piano,. Son père, Alexander Fridman, est professeur à l'université Drexel. Fridman est d'origine ukrainienne.